# لیتورال گاز
لیتورال گاز (به انگلیسی: Litoral Gas) ارائه دهنده اصلی گاز طبیعی به شهر روساریو سان تافه در آرژانتین است. این شرکت در انفجار گاز روزاریو ۲۰۱۳، مقصر اعلام شد. لیتورال گاز در تاریخ ۲۸ دسامبر ۱۹۹۲، پس از خصوصی‌سازی شرکت دل استادو گاز تأسیس شد. این شرکت خدماتی ۶۶۱٬۰۸۱ مشتری دارد و دارای مجوز ۳۵ ساله برای خدمات گاز شهری است که ممکن است ۱۰سال دیگر به آن افزوده شود.